# Novohrîhorivka, Novomîkolaiivka
Novohrîhorivka (în ucraineană Новогригорівка) este un sat în comuna Sofiivka din raionul Novomîkolaiivka, regiunea Zaporijjea, Ucraina.

## Demografie
Componența lingvistică a localității Novohrîhorivka
     Ucraineană (97,01%)
     Rusă (1,49%)
Conform recensământului din 2001, majoritatea populației localității Novohrîhorivka era vorbitoare de ucraineană (97,01%), existând în minoritate și vorbitori de rusă (1,49%).